# Cezary Wójcik (piłkarz)
Cezary Wójcik (ur. 8 grudnia 1970 w Płocku) – polski piłkarz, występujący na pozycji obrońcy.

## Życiorys
W 1981 roku został juniorem Wisły Płock. W 1988 roku został wcielony do seniorskiej drużyny Wisły. Na początku 1991 roku przeszedł do Legii Warszawa. W Legii zadebiutował 6 kwietnia w wygranym 2:0 wyjazdowym meczu z Motorem Lublin. 10 kwietnia wystąpił natomiast w przegranym 1:3 półfinałowym meczu Pucharu Zdobywców Pucharów przeciwko Manchesterowi United. W rundzie wiosennej sezonu 1990/1991 rozegrał osiem spotkań w I lidze. Natomiast w rundzie jesiennej sezonu 1991/1992 wystąpił w jedenastu ligowych meczach. W styczniu 1992 roku wrócił do Wisły Płock, wówczas występującej pod nazwą Petrochemia. Zagrał wówczas w czternastu spotkaniach II ligi. W połowie 1992 roku wyjechał do Belgii, gdzie występował w klubach niższych lig, m.in. w KTH Diest i RCS Visé. Karierę zakończył w 2007 roku.